# Papás por conveniencia
Papás por conveniencia es una telenovela mexicana de comedia dramática familiar producida por Rosy Ocampo para TelevisaUnivision en 2024. La telenovela es una historia original de Pedro Armando Rodríguez y Gerardo Pérez Zermeño que aborda temáticas sociales como el embarazo adolescente, la violencia de género y la prevención de las infecciones de transmisión sexual. Se estrenó a través de Las Estrellas el 21 de octubre de 2024 en sustitución de Fugitivas, en busca de la libertad, y finalizó el 9 de febrero de 2025 siendo reemplazado por A.mar, donde el amor teje sus redes.
Está protagonizada por Ariadne Díaz, José Ron, Daniela Luján, Martín Ricca, María Chacón y Miguel Martínez, junto con Ferdinando Valencia, África Zavala, Horacio Pancheri, Lambda García y Jonathan Becerra en los roles antagónicos; acompañados de Sherlyn González, Leticia Perdigón, Cecilia Gabriela, Ernesto Laguardia, Imanol Landeta y Adriana Fonseca.
En febrero de 2025, se anunció que la telenovela fue renovada para una segunda temporada, con título alternativo Papás por siempre.

## Trama
Tino Guevara atraviesa momentos difíciles, luchando contra el desempleo, las deudas crecientes y la responsabilidad de tiempo completo de cuidar a su madre y sus dos hijos. Se encuentra con Guzmán Muriel, el ahora exitoso ejecutivo de Aidé Mosqueda, dueña de una importante empresa de ventas en línea, ambos excompañeros de secundaria de Tino. Tino es invitado a una reunión de ex alumnos de la escuela, y para evitar sentirse opacado por los logros de sus excompañeros de clase, los convence de que cumple con todos los criterios para un adulto exitoso.
Sin embargo, la mayor sorpresa llega cuando Aidé, la ex tímida nerd que fue víctima de bullying, revela que Tino es el padre de sus gemelos adolescentes rebeldes, resultado de la noche que pasaron juntos después de la fiesta de graduación. A pesar de su incredulidad, Tino ve esto como una oportunidad para arreglar sus problemas financieros en casa y asume la nueva responsabilidad paternal trabajando en la empresa de Aidé. Cuando Tino y su familia se mudan con Aidé en un intento de integrarse a su nueva vida, el hogar se convierte en un campo de batalla ya que sus hijos tienen problemas para adaptarse y, para empeorar las cosas, comienza a desarrollarse un tórrido romance entre Tino y Aidé, quienes al principio solo aceptaron actuar como co-padres.
Gracias a la misma reunión escolar, amigos que comparten un pasado con Tino y Aidé también terminan trabajando en su empresa. Ellos son: Clara Luz, una talentosa música que trabaja como guardia de seguridad en conciertos, Rudolf: una ex estrella infantil que ahora canta su único éxito en un bar; y Chano y Lichita, exnovios que se embarazaron en la secundaria y ahora tienen tres hijos; a pesar de sus peleas diarias, quieren lograr las metas que quedaron en segundo plano cuando tuvieron a su primer hijo.

## Reparto
Una lista del reparto confirmado se publicó a través de la página web de Las Estrellas el 5 de julio de 2024.

### Principales
- Ariadne Díaz como Aidé Mosqueda Guerrero
- José Ron como Constantino «Tino» Guevara Barajas
- Ferdinando Valencia como Guzmán Muriel
- África Zavala como Federica Rangel
- Daniela Luján como Clara Luz Monroy
- Martín Ricca como Rudolf Torre
- María Chacón como Alicia «Lichita» Chagoyan
- Miguel Martínez como Chano Chamorro
- Horacio Pancheri como Dámaso Rivera
- Lambda García como Facundo Topete
- Sherlyn González como Silvana Cruz Muriel
- Leticia Perdigón como Bertha Barajas
- Cecilia Gabriela como Pura Muriel Bárcenas
- María Perroni Garza como Sofía «Chofis» Chamorro Chagoyán
- Joaquín Bondoni como Sergio «Checo» Chamorro Chagoyán
- Jonathan Becerra como Teodoro Rosales García «El Calacas»
- Victoria Viera como Circe Mosqueda
- Emilio Beltrán como Ulises Mosqueda
- Camila Núñez como Scarlet Topete Mosqueda
- Tania Nicole como Lila Guevara Dorado
- Juan Pablo Velasco como Emiliano Guevara Dorado
- Constantino Alonso como Felipe «Pipe» Cruz Muriel
- Mateo Saavedra como Jesús «Chuchito» Chamorro Chagoyán
- Sandra Sánchez Cantú como Rina
- Lalo Zayas como Augusto
- José Remis como Igor
- Diego Enríquez como Chintolo
- Zury Shasho como Mateo
- Adriana Fonseca como Paulina Dorado Garzón [11]
- Imanol Landeta como Felipe[12]
- Ernesto Laguardia como Jason Angarita
- Simone Mateos
- Ximena Tello como Gina
- Natalia Álvarez
- Iván Caraza
- Lukas Urkijo como Oliver

### Recurrentes e invitados especiales
- Yurem Rojas
- Roberto Carlo
- Daniela Aedo[13]
- Fabián Chávez
- Naidelyn Navarrete
- Haydeé Navarra
- Ricardo Barona
- Andrés Giardello
- Odemaris Ruiz

## Episodios
| N.º | Título                                                             | Fecha de emisión original | Audiencia (millones) |
| --- | ------------------------------------------------------------------ | ------------------------- | -------------------- |
| 1 | «¡Aidé te adoraba!»                                                | 21 de octubre de 2024     | 2.74                 |
| Tino llega a la escuela de su hijo para celebrar su cumpleaños; sin embargo, el menor presenta un fuerte dolor por lo que tiene que ser llevado de emergencia al hospital. Circe es expulsada de la escuela por activar la alerta contra incendios y así no presentar el examen, ella delata que fue Facundo quien le dio la idea del dinero para sobornar a los profesores. Tino llega al aniversario de la prepa con la intención de encontrar un trabajo estable para poder ayudar a su familia, por lo que al ver a Clara Luz, Rudolf, Guzmán, Chano, Lichita y Silvana, no duda en saludarlos con gusto. Durante el aniversario de la preparatoria, Aidé es reconocida por el gran trabajo que ha realizado en su empresa, Tino al verla no duda en admirarla, pero ella sufre un pequeño mareo que la pone en peligro, pero Tino la salva de sufrir una caída. |                                                                    |                           |                      |
| 2 | «¿Quién es nuestro padre biológico?»                               | 22 de octubre de 2024     | 2.82                 |
| Aidé se enoja con Facundo porque no se dio cuenta de que Circe salió de la casa y puso su vida en peligro, y cuando ella sube a su dormitorio encuentra la ropa interior de otra mujer. Federica le revela a Circe que su prima Aidé era muy salvaje durante la secundaria y la razón por la que nunca ha hablado del padre de sus hijos es porque ni siquiera sabe su nombre. Circe y Ulises irrumpen en la reunión de negocios de su madre para exigirle que revele la identidad de su padre biológico, Aidé responde enojada ya que no es el lugar ni el momento para preguntar algo tan privado. Tino le pide ayuda a Calacas para encontrar trabajo, pero el matón lo usa como cómplice en el robo a una joyería; sin embargo, Tino revela los planes del robo a los empleados de la joyería y termina arrestado junto a Calacas. Aidé encuentra una pastilla en el suelo de la habitación de Circe y le pide que le dé las otras, pero cuando las busca no las encuentra, por lo que van a la habitación de Ulises donde lo encuentran desmayado. |                                                                    |                           |                      |
| 3 | «Tino, mis mellizos también son tus hijos»                         | 23 de octubre de 2024     | 2.85                 |
| Tino logra entrar a la habitación de Aidé y encuentra una libreta con corazones con su nombre y pensamientos dirigidos a él. Lichita le advierte a Chano que está decidida a buscar otro trabajo porque está cansada de no tener suficiente dinero y quiere sentirse útil como mujer, pero él le prohíbe hacerlo porque no puede descuidar la casa ni a los niños. Circe logra hablar con su hermano, pero él le pide que no deje entrar a su madre ya que no quiere verla, la terapeuta le aconseja a Aidé que le de su tiempo ya que su hijo es muy vulnerable. Aidé le abre su corazón a Tino y le confiesa que sus destinos estaban unidos antes, ya que sus gemelos, Circe y Ulises, también son sus hijos. |                                                                    |                           |                      |
| 4 | «Quiero que seas el niñero de mis hijos»                           | 24 de octubre de 2024     | 2.65                 |
| Aidé recuerda lo que pasó la noche de su graduación y le confiesa a Tino que está segura de que él es el padre de sus gemelos ya que fue el primer hombre en su vida, quiere saber más sobre sus hijos. Clara Luz y Rudolf no pueden creer que Silvana les haya dejado la responsabilidad de cuidar a su hijo Pipe, sabiendo que no está en sus planes ser padres. Aidé comienza a investigar sobre Tino y descubre que tiene problemas económicos, además de que toda la información que está en su currículum es falsa. Tino agradece a Aidé por haber pagado la cirugía de Emiliano, ella le asegura que no quiere que le devuelva el dinero y mucho menos que trabaje para su empresa, lo que realmente quiere es que él se convierta en el niñero de los gemelos. |                                                                    |                           |                      |
| 5 | «Él es su nuevo tutor»                                             | 25 de octubre de 2024     | 2.59                 |
| Tino le cuenta a Aidé la historia de sus hijos y le confiesa que es capaz de todo por ellos, ella le asegura que le habla muy bonito, pero no puede confiar en él. Circe al conocer la historia de su madre con su padre biológico prefiere no saber nada de él ya que cree que solo se aprovechó de su madre por la condición en la que se encontraba el día de su graduación. Aidé presenta a Tino como el nuevo tutor de Circe y Ulises, ellos le aseguran que solo busca personas que se hagan cargo de sus responsabilidades como madre. Melitón está cansado de que Tino no le devuelva el dinero que le prestó y amenaza con hacerle daño a su hijo si no paga la deuda lo antes posible. |                                                                    |                           |                      |
| 6 | «Tino es el padre biológico de tus sobrinos»                       | 28 de octubre de 2024     | —                    |
| Bertha se muestra reticente a pasar la noche en el hospital luego de que se vuelven a quedar sin hogar, Aidé escucha la conversación y descubre que Tino está en serios problemas. Aidé le ofrece a Tino vivir con su familia en el área de servicio de su casa, Lila le pide a su padre que deje de mentir y le cuente a Emiliano lo que realmente está pasando. Circe nota que hay una jovencita rondando por el jardín de su casa, Rina le explica que ella es Lila la hija de su nuevo tutor y es probable que la vean muy seguido en la propiedad ya que acaba de mudarse con su padre. Federica comienza a investigar sobre Tino y Guzmán le revela que además de ser el tutor de Circe y Ulises, también es su padre biológico. |                                                                    |                           |                      |
| 7 | «¡Yo te he dado un buen ejemplo!»                                  | 29 de octubre de 2024     | 2.70                 |
| Aidé confronta a Logroño por minimizar su capacidad como empresaria y le pide que respete a todas las mujeres, Tino la felicita por darse el lugar que se merece. Facundo le recuerda a Aidé que sacrificó su carrera por su amor, ella no cae en su chantaje y le asegura que renunció a su programa por los bajos ratings. Tino al darse cuenta de que Ulises está en peligro corre hacia él y evita que se lance al vacío, Ulises le asegura que no pensaba hacerse daño, simplemente no quería entrar a su terapia con el psiquiatra. Lichita consigue trabajo en Maxiclick y le pide disculpas a Aide, quien desconoce que trabajará para la empresa, por hacerle bullying en la secundaria. Circe le asegura a su madre que no ha dado un buen ejemplo, ya que se involucró con un hombre cuando no estaba consciente, Aidé le da una cachetada por insultarla. |                                                                    |                           |                      |
| 8 | «¡Tino es nuestro papá!»                                           | 30 de octubre de 2024     | 2.32                 |
| Aidé contacta a Tino para contarle que tuvo un enfrentamiento con Circe, él intenta consolarla con sus palabras y ella le agradece sus consejos y reconoce que tenerlo en su vida le hace muy bien. Aidé se niega a dejar que Facundo sea la imagen de Maxiclick como propuso Logroño, pero él le asegura que si sigue con la idea de sacarlo de la casa, se arrepentirá. Aidé le asegura a Circe que saber su verdad no le da derecho a usarla en su contra y espera no tener otro enfrentamiento con ella y le pide perdón. Aidé le revela a Circe y Ulises que tras reencontrarse con Tino y ver que es un gran papá, decidió confesarle el secreto que ha guardado durante 17 años, le confirman que su tutor es su padre. |                                                                    |                           |                      |
| 9 | «¡Aidé eres una gran mujer!»                                       | 31 de octubre de 2024     | 2.16                 |
| Circe le asegura a Ulises que no permitirá que Tino interfiera en su vida y mucho menos en su familia. Lila se entera de que Circe y Ulises son sus medios hermanos y no logra comprender por qué su padre prefiere encargarse de la parte emocional de Emiliano y no de la de ella. Circe se niega a que la familia de Tino viva en su casa, Bertha la confronta y le asegura que necesita más educación. Tino le hace evidente la admiración que siente por Aidé y le asegura que es una gran mujer, ella lo besa. |                                                                    |                           |                      |
| 10 | «¿Ustedes son mis hermanos?»                                       | 1 de noviembre de 2024    | 1.90                 |
| Clara Luz y Rudolf le piden a Guzmán que no le diga nada a la tía Pura sobre lo que pasó con Pipe, él les suplica que le presten más atención a su sobrino. Tino se cansa de escuchar los insultos de Circe hacia él y le advierte que no permitirá que ella pisotee su dignidad. Aidé pide a toda su familia que reciban a Emiliano con mucha empatía, ya que tiene una conducción que requiere de cuidados especiales, y cuando conoce a sus hermanos, se llena de felicidad. Emiliano encuentra a Federica y Facundo besándose y cuando intenta escapar cae a la piscina de la casa. |                                                                    |                           |                      |
| 11 | «Ustedes no son bienvenidos»                                       | 4 de noviembre de 2024    | 2.43                 |
| Federica, al ver que Emiliano está en peligro se lanza a la alberca, Tino y Aidé están muy agradecidos por salvarle la vida. Checo llega al prepa de Circe con el pretexto de que está buscando escuelas, ella no duda en disculparse por cómo lo trató su mamá. Aidé le reclama a Tino por organizar un evento sin su permiso en Maxiclick, él le asegura que hizo un análisis de mercado y encontró una oportunidad de crecimiento en un segmento especifico de población que le gusta la música y el entretenimiento. Tino se encarga de informarle a Aidé que Clara Luz y Rudolf serán parte de su equipo de trabajo, ella rechaza que sus excompañeros de la prepa se involucren con Maxiclick. |                                                                    |                           |                      |
| 12 | «Me preocupa Emiliano»                                             | 5 de noviembre de 2024    | 2.36                 |
| Federica le comenta a Circe que sospecha que hay un romance entre Aidé y Tino, ya que esas muestras de cariño no son de amigos. Scarlett le muestra a Emi una fotografía de su padre, por lo que confirma que Federica se estaba besando con Facundo el día que sufrió el accidente. El calacas sabe que el punto débil de Tino es su hijo Emi, por lo que está dispuesto a raptarlos para que sea Aidé quien pague el rescate por ellos. Federica lleva a Emi al parque con la intención de comprarle un helado, pero en realidad lo hace para darle un escarmiento de que no debe decir nada del beso que vio. |                                                                    |                           |                      |
| 13 | «¿En qué estás metido?»                                            | 6 de noviembre de 2024    | —                    |
| El Calacas le hace creer a Tino que tiene en su poder a Emiliano, por lo que le pide que no hable con la policía y más adelante le dará ciertas indicaciones. Aidé y Tino temen lo peor al saber que sus hijos están en manos de El Calacas, pero en realidad él solo está ampliando el tiempo para encontrar a los niños y cobrar el rescate. Scarlett y Emiliano se pierden en el parque. Tino vuelve a ver a Calacas y lo enfrenta para recuperar a su hijo. Clara Luz encuentra a Emiliano. Aidé le dice a Tino que la situación que vivieron con Calacas la hace reconsiderar si su presencia es indispensable en su vida y la de sus hijos o si realmente los está poniendo en peligro. |                                                                    |                           |                      |
| 14 | «¿Y si el cómplice es el novio de Circe?»                          | 7 de noviembre de 2024    | 2.40                 |
| Tino decide que lo mejor para Aidé y su familia es que él se vaya de la casa para no ponerlos en peligro. Facundo le asegura a Emiliano que Augusto no puede llevarlo a la escuela ya que él solo se encarga de cuidar a los miembros de la casa pero no a los externos. Federica le sugiere a Aidé que para llegar a un acuerdo económico con Facundo le dé trabajo en Maxiclick, para que ella le cumpla y es muy probable que él renuncie porque no está acostumbrado a las responsabilidades. Tino teme que uno de los secuaces de Calacas sea Checo, el novio de Circe. |                                                                    |                           |                      |
| 15 | «¿Checo es tu hijo?»                                               | 8 de noviembre de 2024    | 2.37                 |
| Clara Luz y Rudolf encuentran unas pruebas donde se confirma que Pura tiene cáncer de páncreas, también ven su pasaporte y se dan cuenta de que tiene otra identidad. Tino invita a todos sus hijos a pasar un día en el Ajusco, Circe se opone a pasar el día con su padre y hermanos porque cree que es de muy baja clase ir a ese lugar. Tino le pregunta a Checo sobre dónde compró su motocicleta, él le asegura que la compró en Polanco; sin embargo, Tino comenta que en esa zona no venden esa marca. Al ver que Circe no está en casa, Tino va en busca de Checo y descubre que es hijo de Chano y Lichita. Circe y Checo están a punto de vivir una tragedia, luego de que él invade el carril contrario con su motocicleta y se topa con una camioneta. |                                                                    |                           |                      |
| 16 | «Queremos destituir a Aidé Mosqueda como presidenta»               | 11 de noviembre de 2024   | 2.32                 |
| Tino le advierte a Chano que vigile a su hijo, pues se relaciona con personas peligrosas y le revela que hace unos días esta banda intentó secuestrar a su hijo Emiliano. Tino y Chano llegan por sus hijos a la comisaría y al verlos, Checo presenta a su padre como el jardinero de su casa para que Circe no descubra su mentira. Circe le agradece a Tino por salvarla y ahora guardará su secreto, le asegura que siempre será su responsabilidad y estará con ella en las buenas y en las malas. Clara Luz está decidida a averiguar si Rudolf es el padre biológico de Pipe, pero al hacerlo terminan besándose. Tino llega por error a la oficina donde se realizará la junta y se entera de que los accionistas de Maxiclick quieren remover a Aidé como presidente de la empresa. |                                                                    |                           |                      |
| 17 | «Aidé está entre la vida y la muerte»                              | 12 de noviembre de 2024   | 2.54                 |
| Facundo le exige a Aidé que le entregue las acciones de Maxiclick que le corresponden, pero ella lo critica por nunca haberle dado dinero para los gastos de la casa y reconoce que no debió hacerlo parte de la empresa. Aidé le pide a Lichita un informe detallado de todo lo que sucede en la empresa y dependiendo de lo que encuentre en ese documento, sabrá si puede confiar en ella. Checo busca a Circe para revelarle que su familia está involucrada en el crimen organizado y esa es la razón por la que no se los ha presentado. Chano es detenido por haberle robado al dueño del gimnasio, sin imaginar que Checo fue quien se llevó el dinero. Facundo le revela a Circe, Ulises y Scarlet que su madre está siendo operada del corazón y detalla que Tino no dijo la verdad porque piensa quedarse con todo si algo malo le pasa a Aidé. |                                                                    |                           |                      |
| 18 | «Vayamos con el corazón en la mano»                                | 13 de noviembre de 2024   | 2.38                 |
| Tino le explica a Circe, Ulises y Scarlet que su madre se sometió a una cirugía que no pone en riesgo su vida, por lo que el plan de Facundo se desmorona. Rudolf le asegura a Pura que dejarle Pipe a él y a Clara Luz es un paquete grande que no les pertenece, por lo que los hace irse de su casa. Tino niega que actualmente tenga una relación sentimental con Aidé y le dice a Circe que ella y Ulises serían los primeros en enterarse; sin embargo, Circe le asegura que no aceptará una relación. Aidé y Tino deciden darse una oportunidad como pareja y se besan, pero son fotografiados por Facundo. |                                                                    |                           |                      |
| 19 | «Somos los papás de Checo»                                         | 14 de noviembre de 2024   | 2.60                 |
| Guzmán se comunica con Pura con la intención de acercarse a su familia, pero en realidad tiene otras intenciones, pero ella le avisa que debe presentarse en la casa de Silvana para la lectura de su testamento. Lichita le platica a Aidé que tiene ciertas preocupaciones con sus hijos, pero no se atreve a confesarle que Checo está saliendo con Circe. Circe encuentra las fotografías que Facundo difundió en las redes sociales y confirma que su mamá mantiene una relación sentimental con Tino. Circe se entrega a Checo ya que cree es el hombre de su vida; sin embargo, todo su amor se derrumba cuando descubre que es pobre; Chano denuncia a su hijo para que se haga responsable de sus malos actos. |                                                                    |                           |                      |
| 20 | «Vamos a unirnos para separarlos»                                  | 15 de noviembre de 2024   | 2.07                 |
| Tino le confiesa a Circe que Checo pertenece a la banda que intentó raptar a Emiliano y a Scarlet, ella niega todo tipo de acusaciones en contra de su novio. Federica logra que Tino la vea vestida de forma sensual, pero él le ofrece una disculpa por lo sucedido y le asegura que la respeta ya que es prima del amor de su vida. Scarlet le confiesa a Emi que su papá se va a poner triste cuando se entera de la relación de su madre con Tino, pero él le asegura que no será así ya que es novio de Federica. Lila está segura que no quiere ver a su papá con Aidé, por lo que le propone a Circe unirse para separarlos y el mejor momento para que eso suceda será durante la presentación de los nuevos proyectos de Maxiclick. |                                                                    |                           |                      |
| 21 | «Otra mentira más de Inventino»                                    | 18 de noviembre de 2024   | 2.24                 |
| 22 | «Quiero conquistar a tu papi»                                      | 19 de noviembre de 2024   | 2.24                 |
| 23 | «Terminé siendo una perdedora»                                     | 20 de noviembre de 2024   | —                    |
| 24 | «Me obligó a algo que no quería»                                   | 21 de noviembre de 2024   | 2.36                 |
| 25 | «Gracias papá»                                                     | 22 de noviembre de 2024   | 2.38                 |
| 26 | «Tino les va a dar su apellido»                                    | 25 de noviembre de 2024   | 2.43                 |
| 27 | «Eres el nuevo socio de Aidé»                                      | 26 de noviembre de 2024   | 2.38                 |
| 28 | «¿Por qué le tomó fotos a Fede?»                                   | 27 de noviembre de 2024   | 2.26                 |
| 29 | «¿Paulina está viva?»                                              | 28 de noviembre de 2024   | —                    |
| 30 | «Tino tiene un enemigo en la empresa»                              | 29 de noviembre de 2024   | 2.16                 |
| 31 | «Este momento es nuestro»                                          | 2 de diciembre de 2024    | —                    |
| 32 | «¡Estás de pie!»                                                   | 3 de diciembre de 2024    | 2.65                 |
| 33 | «¡Me das asco!»                                                    | 4 de diciembre de 2024    | 2.63                 |
| 34 | «Voy a pasar con mi papá»                                          | 5 de diciembre de 2024    | —                    |
| 35 | «¿Fue Guzmán?»                                                     | 6 de diciembre de 2024    | —                    |
| 36 | «No eres el padre biológico de los mellizos»                       | 9 de diciembre de 2024    | —                    |
| 37 | «¡Federica y yo somos amantes!»                                    | 10 de diciembre de 2024   | —                    |
| 38 | «¡Fue alguien de la escuela!»                                      | 11 de diciembre de 2024   | —                    |
| 39 | «Yo no soy su padre biológico»                                     | 12 de diciembre de 2024   | —                    |
| 40 | «¿Te vas a ir sin despedirte?»                                     | 13 de diciembre de 2024   | —                    |
| 41 | «Tino es un delincuente»                                           | 16 de diciembre de 2024   | —                    |
| 42 | «¿Tienes una hija en México?»                                      | 17 de diciembre de 2024   | —                    |
| 43 | «¿Eres Paulina?»                                                   | 18 de diciembre de 2024   | —                    |
| 44 | «Paulina regresa»                                                  | 19 de diciembre de 2024   | —                    |
| 45 | «Guzmán no es el creador de Maximax»                               | 20 de diciembre de 2024   | —                    |
| 46 | «¡Tino es un defraudador!»                                         | 23 de diciembre de 2024   | —                    |
| 47 | «El beneficiario es Guzmán»                                        | 25 de diciembre de 2024   | —                    |
| 48 | «Guzmán me traicionó»                                              | 26 de diciembre de 2024   | —                    |
| 49 | «Estoy enamorada de ti»                                            | 27 de diciembre de 2024   | —                    |
| 50 | «Estas paredes ya no serán nuestras»                               | 30 de diciembre de 2024   | —                    |
| 51 | «La familia feliz que fuimos»                                      | 1 de enero de 2025        | —                    |
| 52 | «Cómplices al rescate»                                             | 2 de enero de 2025        | —                    |
| 53 | «Yo no fui el donante»                                             | 3 de enero de 2025        | —                    |
| 54 | «Seré una mamá por conveniencia»                                   | 6 de enero de 2025        | —                    |
| 55 | «¡Somos los papás biológicos!»                                     | 7 de enero de 2025        | —                    |
| 56 | «El plan salió perfecto»                                           | 8 de enero de 2025        | —                    |
| 57 | «Que el lisiado se quede con su padre»                             | 9 de enero de 2025        | —                    |
| 58 | «Voy a dejar que se lleven a Emi»                                  | 10 de enero de 2025       | —                    |
| 59 | «Emiliano no es tu hijo»                                           | 13 de enero de 2025       | —                    |
| 60 | «¡Fue Facundo!»                                                    | 14 de enero de 2025       | —                    |
| 61 | «Me obligaba a mentirte»                                           | 15 de enero de 2025       | —                    |
| 62 | «Te voy a denunciar»                                               | 16 de enero de 2025       | —                    |
| 63 | «¡Lila no quiere saber de mí!»                                     | 17 de enero de 2025       | 4.91                 |
| 64 | «¡Lo nuestro terminó!»                                             | 20 de enero de 2025       | 5.38                 |
| 65 | «Tengo la USB que necesita Tino»                                   | 21 de enero de 2025       | 5.40                 |
| 66 | «Para alguien especial»                                            | 22 de enero de 2025       | 5.81                 |
| 67 | «¿Guzmán el padre de mis hijos?»                                   | 23 de enero de 2025       | 5.63                 |
| 68 | «No se lastima a quien se ama»                                     | 24 de enero de 2025       | 4.99                 |
| 69 | «Ayúdame a boicotear a Tino y a Aidé»                              | 27 de enero de 2025       | 5.59                 |
| 70 | «Todo el mal que se hace, se regresa»                              | 28 de enero de 2025       | 5.58                 |
| 71 | «Oliver me dijo que sería la primera»                              | 29 de enero de 2025       | 5.10                 |
| 72 | «Quiero entrar a tu corazón»                                       | 30 de enero de 2025       | 4.88                 |
| 73 | «Un recuerdo enterrado sale a la luz»                              | 31 de enero de 2025       | 5.40                 |
| 74 | «Jamás te hubiera lastimado Aidé»                                  | 3 de febrero de 2025      | 5.50                 |
| 75 | «Mi hijo es tuyo Chano»                                            | 4 de febrero de 2025      | 5.50                 |
| 76 | «Por desgracia mía eres el padre de mis hijos»                     | 5 de febrero de 2025      | 5.78                 |
| 77 | «¿Quieres casarte conmigo?»                                        | 6 de febrero de 2025      | 5.62                 |
| 78 | «Yo quiero acabar con Tino»                                        | 7 de febrero de 2025      | 5.39                 |
| 7980 | «¿Guzmán fue quien abusó de ti?»«Los tuyos, los míos y el nuestro» | 9 de febrero de 2025      | 5.61                 |

Nota
1. ↑  Los índices de audiencia de los episodios 1 al 33, fueron medidos por Nielsen IBOPE México, mientras que los episodios 63 al 80 fueron medidos por HR Media México.[15]
2. ↑  Este episodio se pre-estrenó el 18 de octubre de 2024 a través de Vix, la página, app y redes sociales oficiales —incluido el canal de Youtube y cuenta oficial de Facebook— de Las Estrellas.[16]

### Especiales
| N.º | Título                                         | Fecha de emisión original |
| --- | ---------------------------------------------- | ------------------------- |
| 1 | «Nuestra mejor Navidad es seguirnos queriendo» | 24 de diciembre de 2024   |
| La situación económica entre las familias no es la misma a la que están acostumbrados y los niños deben aprender que la vida no se trata de regalos y materialismo. Molestos, Emiliano y Scarlett hacen un deseo navideño: que los adultos responsables que los regañan desaparezcan de sus vidas. Al día siguiente se despiertan solos y sin supervisión paterna. Sólo los adultos irresponsables permanecen en la tierra y Guzmán y Federica llegan con regalos y comida chatarra para los niños. Federica y Guzmán buscan una manera de hacerlo permanente para que Tino y Aidé nunca regresen y los niños se conviertan en sus esclavos. Emiliano empieza a sentirse enfermo y con un dolor severo y los niños no saben cómo ayudarlo porque no hay adultos. Esta situación hace que todos empiecen a extrañar a sus padres por lo que piden que se revierta su deseo. Tino y Aidé reaparecen y todas las familias se reúnen en la casa de Tino para celebrar la Navidad. |                                                |                           |
| 2 | «Especial de año nuevo»                        | 31 de diciembre de 2024   |
| El reparto principal tiene una cena de año nuevo juntos, donde comparten sus tradiciones favoritas. Este episodio también cuenta con bloopers y videos musicales de la banda sonora de la telenovela. |                                                |                           |

## Producción

### Desarrollo
En diciembre de 2023, se reportó que Rosy Ocampo había iniciado la preproducción de su siguiente telenovela y que esta no tendría relación con la franquicia Vencer, la cual, Ocampo produjo y desarrollo entre 2020 y 2023. El 26 de febrero de 2024, Ocampo anunció que el título oficial de la telenovela llevará como nombre Papás por conveniencia.La telenovela fue presentada en el marco del up-front de TelevisaUnivision para la temporada televisiva 2024–25. La producción de la telenovela inició su rodaje el 24 de abril de 2024 y finalizó el 11 de septiembre de 2024.

### Selección de reparto
El 28 de febrero de 2024, fueron anunciados Ariadne Díaz y José Ron como los roles estelares. El 8 de marzo de 2024,  Ernesto Laguardia, Daniela Luján, Martín Ricca, María Chacón, Miguel Martínez y Jonathan Becerra fueron confirmados como parte del reparto estelar. El 18 de marzo de 2024, África Zavala y Ferdinando Valencia fueron anunciados como los villanos estelares.

## Música
Papás por conveniencia (Banda Sonora) es el álbum banda sonora de la telenovela. Fue lanzado por la compañía discográfica Warner Music México el 11 de octubre de 2024 en plataformas digitales. La banda sonora presenta nuevas versiones de las canciones utilizadas en las telenovelas infantiles producidas entre 1998 a 2005 por Rosy Ocampo. Alejandro Abaroa es el productor musical.
| N.º   | Título | Escritor(es)                                                       | Intérprete(s) | Duración |  |
| 1.    | «Locos De Amor» | Cristina Abaroa, Pablo Aguirre, Alejandro Abaroa y Salvador Núñez  | Daniela Luján y Martín Ricca                                                                                          | 2:40     |  |
| 2.    | «Canción de Martín» | A. Abaroa, Jorge Nazar, Marcelo Buquet y S. Núñez                  | Martín Ricca | 2:53     |  |
| 3.    | «Es Tiempo De Amar» | C. Abaroa, P. Aguirre, A. Abaroa y S. Núñez                        | Daniela Luján | 3:27     |  |
| 4.    | «Dame Una Seña» | A. Abaroa, C. Abaroa, P. Aguirre y Roberto Zamudio                 | Ariadne Díaz | 3:04     |  |
| 5.    | «Ese Beso» | Alejandro Carballo                                                 | María Chacón | 2:52     |  |
| 6.    | «Tu Rey León» | C. Abaroa y María Dolores González                                 | Miguel Martínez | 2:58     |  |
| 7.    | «Más Que Amistad» | A. Abaroa, C. Abaroa y P. Aguirre                                  | María Chacón y Miguel Martínez                                                                                        | 3:02     |  |
| 8.    | «Medley Nueva Pandilla: La Fuerza de la Amistad / Alcanzar La Libertad» | A. Abaroa y Jesús Flores                                           | Joaquín Bondoni, María Perroni Garza, Emilio Beltrán, Victoria Viera, Camila Núñez, Juan Pablo Velasco y Tania Nicole | 2:29     |  |
| 9.    | «El Baile del Sapito» | A. Abaroa, C. Abaroa y P. Aguirre                                  | Martín Ricca | 3:05     |  |
| 10.   | «De Nuevo El Amor» | A. Abaroa, C. Abaroa y P. Aguirre                                  | Ariande Díaz y José Ron                                                                                               | 3:45     |  |
| 11.   | «Medley Koktel: Alegrijes Y Rebujos / Guerra De Los Sexos / Aventuras En El Tiempo / Cómplices Al Rescate / Amigos X Siempre / Vamos Juntos / Misión S.O.S. / Te Invito A Volar / Perdóname / Superstar / El Diario De Daniela» | Adrián Possé, A. Carballo, C. Abaroa, Cynthia Salazar y P. Aguirre | Banda Koktel | 8:57     |  |
| 39:12 | |                                                                    | |          |  |

## Audiencia
| Temporada | Horario (CT)                                                           | Episodios | Primera emisión       | Primera emisión      | Última emisión       | Última emisión       | Prom. de espectadores (millones) |
| Temporada | Horario (CT)                                                           | Episodios | Fecha                 | Audiencia (millones) | Fecha                | Audiencia (millones) | Prom. de espectadores (millones) |
| --------- | ---------------------------------------------------------------------- | --------- | --------------------- | -------------------- | -------------------- | -------------------- | -------------------------------- |
| 1         | Lunes a viernes 20:30 - 21:30 h. Domingo 20:30 - 23:00 h. (eps. 79-80) | 80        | 21 de octubre de 2024 | 2.74                 | 9 de febrero de 2025 | 5.61                 | 2.48                             |